# Camera dei lord
La Camera dei lord (in inglese: House of Lords), chiamata anche Camera dei pari, è, insieme alla Camera dei comuni, una delle due assemblee parlamentari che costituiscono il Parlamento del Regno Unito, del quale rappresenta la camera alta. Il nome completo e formale della Camera dei Lord è The Right Honourable the Lords Spiritual and Temporal of the United Kingdom of Great Britain and Northern Ireland in Parliament assembled, ovvero Gli Onorevoli Signori Spirituali (i prelati) e Temporali (i nobili) del Regno Unito di Gran Bretagna e Irlanda del Nord riuniti in Parlamento.
In passato l'appartenenza alla Camera dei lord era per tutti i membri (i pari) un diritto ereditario. In seguito sono state approvate numerose riforme, come il Life Peerages Act 1958 e l'House of Lords Act 1999, in forza delle quali il numero dei membri ereditari è stato ridotto notevolmente.
A differenza della Camera dei comuni, il numero dei membri della Camera dei lord non è fisso; il 14 febbraio 2022 era composta da 767 eligible members (membri idonei, che possono partecipare alle sedute).
Dei membri idonei, 655 sono membri a vita (il cui titolo non passerà ai figli), 87 sono membri ereditari e 25 sono Lord spirituali.
La Camera dei lord, così come la Camera dei comuni, si riunisce nel Palazzo di Westminster.

## Storia

### Il Parlamento d'Inghilterra

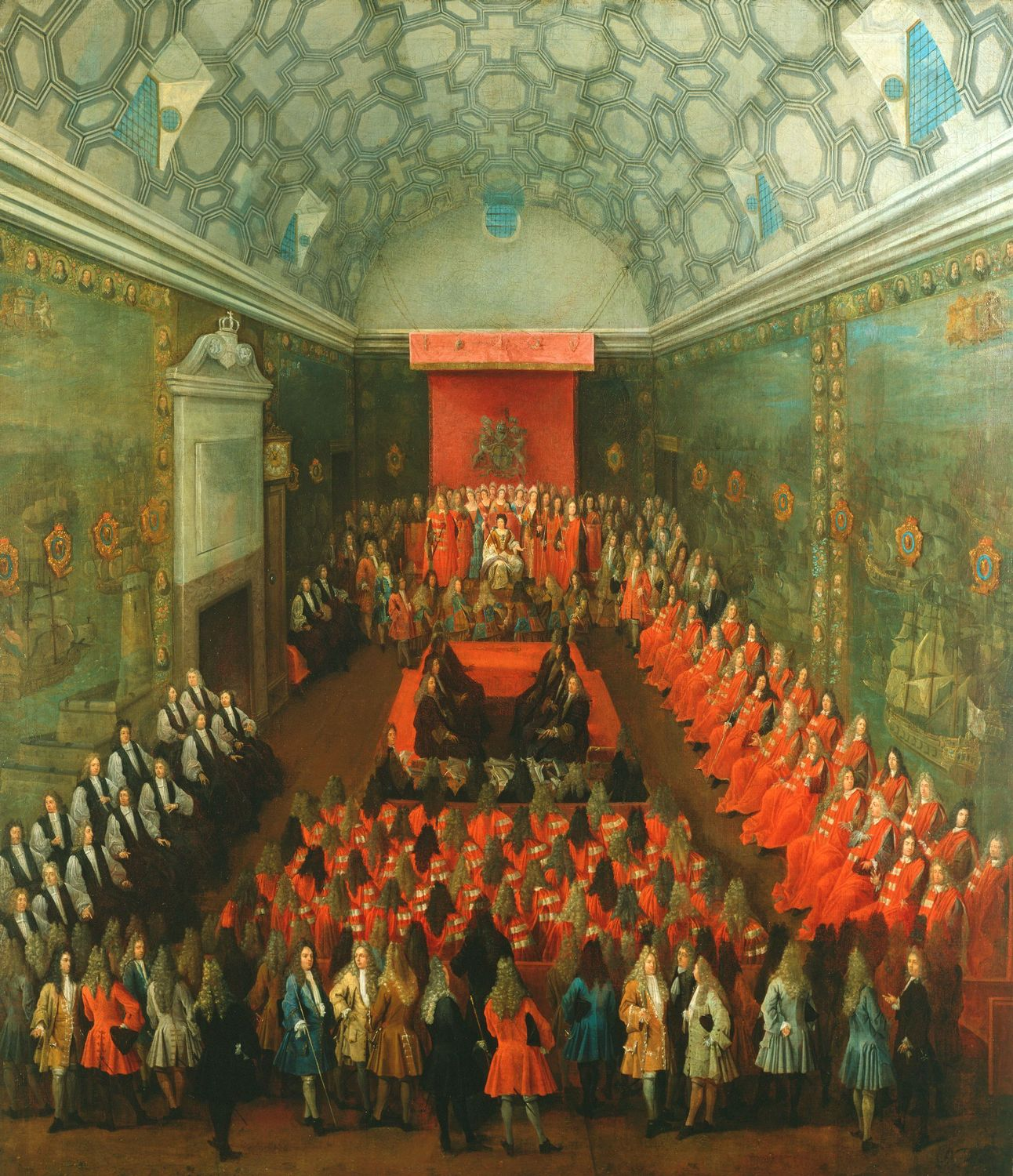
La Regina Anna di Gran Bretagna alla Camera dei lord (nel 1708/1714), in un dipinto di Peter Tillemans

Il parlamento attuale del Regno Unito deriva dal parlamento d'Inghilterra, istituito nel 1215. 
Il parlamento d'Inghilterra derivava a sua volta dal consiglio reale dell'epoca medievale, composto da ecclesiastici, nobili e rappresentanti delle contee.
Viene considerato come primo Parlamento formale il cosiddetto "Model Parliament" di Edoardo I tenutosi nel 1295, che comprendeva arcivescovi, vescovi, abati, conti, baroni e rappresentanti delle contee. Nel tempo il potere del Parlamento crebbe lentamente e in maniera non lineare. Ad esempio, durante l'epoca di Edoardo II (1307–1327) la nobiltà era molto potente, la corona debole e i rappresentanti delle contee praticamente non considerati.
Il riconoscimento formale dell'autorità del Parlamento risale al 1322, quando venne promulgato uno statuto autoritario. Durante il regno di Edoardo III si ebbe la separazione in due camere: la Camera dei comuni, composta dai rappresentanti delle contee, e la Camera dei lord, composta da ecclesiastici e nobili. Il potere di quest'ultima camera fu per lungo tempo molto più forte di quello dell'altra camera a causa della maggiore influenza dell'aristocrazia e degli alti prelati.
Il potere della nobiltà subì un calo durante le guerre civili del tardo XV secolo, meglio note con il nome complessivo di Guerra delle due rose. Gran parte della nobiltà fu uccisa sui campi di battaglia oppure giustiziata per aver partecipato agli scontri; molti possedimenti (e titoli) nobiliari entrarono nei possedimenti della corona. Nel contempo si assistette al declino del sistema feudale e degli eserciti controllati dai baroni. Enrico VII (1485-1509) ristabilì con fermezza la supremazia della corona, che raggiunse l'apice durante il regno di Enrico VIII (1509-1547) e si mantenne durante tutta l'epoca Tudor.
La Camera dei lord continuò a essere più influente di quella dei comuni ma il potere di quest'ultima crebbe lentamente fino alla metà del XVII secolo, quando i conflitti tra sovrano e parlamento (fondamentalmente la Camera dei comuni) portarono alla guerra civile (1641-1651). Nel 1649, dopo la sconfitta e l'esecuzione di Carlo I d'Inghilterra, fu dichiarata la repubblica, chiamata Commonwealth of England e di fatto completamente guidata da Oliver Cromwell, che aveva il titolo di Lord Protector of England. La Camera dei lord venne ridotta a un'entità priva di potere: il paese era guidato da Cromwell e dai Comuni. Il 19 marzo 1649 la Camera dei lord venne infine abolita con la motivazione che «i Comuni ritengono, da una lunga esperienza, che la Camera dei lord è inutile e pericolosa per il popolo d'Inghilterra». La Camera dei lord non si riunì più fino al 1660 quando, in seguito alla Dichiarazione di Breda, venne restaurata la monarchia. 

### Il Parlamento di Gran Bretagna
Tramite il trattato d'unione del 1706, ratificato dall'atto d'unione del 1707, venne istituito il nuovo Parlamento della Gran Bretagna, che rimpiazzò quello d'Inghilterra e quello di Scozia. In realtà il nuovo parlamento era la continuazione di quello d'Inghilterra, con l'aggiunta di 45 deputati e 16 pari a rappresentare la Scozia
La Camera dei Lords riprese il suo ruolo ma, pur mantenendo una grande influenza, non riuscì a scalzare completamente la camera dei comuni, all'epoca eletta con un suffragio particolarmente ristretto e socialmente molto simile a quella dei Lord, ma già capace tra il XVIII e il XIX secolo di determinare le maggioranze parlamentari, determinare e rimuovere i governi, ed esercitare la sovranità come e più del re e dei lord.
La camera dei lord manteneva però un grande potere ed era un importante bilanciamento rispetto a quella dei comuni, per esempio dal punto di vista religioso (i lord erano quasi tutti anglicani e tutti comunque protestanti "conformisti"), rivelandosi utile al partito conservatore per rallentare i percorsi di riforma e divenendo una delle principali forze di sostegno alla monarchia. Di fatto la monarchia britannica del XVIII secolo, appartenente alla dinastia Hannoveriana, era quasi più interessata ai suoi possedimenti tedeschi che a quelli britannici, e trattò sempre più la nomina alla camera dei lord come un modo per premiare i propri alleati in seno alle classi elevate inglesi, pur senza riuscire a controllare completamente né la nobiltà più antica né la chiesa anglicana.

### Il Parlamento del Regno Unito
Nel XIX secolo vi furono diversi cambiamenti nella Camera alta. La Camera, che un tempo contava solo 50 membri, venne notevolmente ampliata per l'elevato numero di pari nominati da Giorgio III e dai suoi successori. Il potere individuale di un Lord all'interno del Parlamento subì quindi un calo, così come il potere complessivo della Camera, mentre si accrebbe quello della Camera dei comuni. Il Reform Act 1832 rappresentò un punto di svolta nei rapporti di potere fra le due camere: volta a correggere alcune gravi anomalie e iniquità del sistema elettorale della Camera bassa, la proposta di riforma, presentata nel 1831, venne rifiutata dalla Camera dei lord per ben due volte. La necessità di una riforma era però condivisa da molti fra i quali il primo ministro Earl Grey, che suggerì al sovrano di rovesciare l'opposizione con la nomina di un elevato numero di pari favorevoli all'approvazione della proposta. Dopo un'iniziale perplessità il sovrano Guglielmo IV accettò di effettuare le nuove nomine, ma prima che potesse procedere l'opposizione alla Camera dei lord si dichiarò sconfitta e si astenne, permettendo l'approvazione della riforma. Questa lotta di potere danneggiò l'influenza politica della Camera dei lord. Nel corso del secolo il potere della camera alta si erose ulteriormente e la Camera dei comuni divenne ineluttabilmente la più potente fra le due.

### Dal XX secolo
Nel 1906, dopo l'elezione di un governo liberale, lo status della Camera dei lord tornò alla ribalta del dibattito politico. Nel 1909 il Cancelliere dello Scacchiere del governo Asquith, David Lloyd George, presentò alla Camera dei comuni il cosiddetto People's Budget, un'imposta fondiaria rivolta ai grandi possedimenti terrieri. La proposta, benché godesse di buona popolarità, venne respinta dalla maggioranza conservatrice della Camera dei lord. 
Il governo liberale guidato da Asquith, rieletto nel 1910, propose una drastica riduzione del potere della camera alta. Il Parliament Act 1911 tolse alla Camera dei lord il potere di respingere proposte di legge o di effettuarvi modifiche che ne stravolgessero il senso; le proposte potevano quindi essere solo rinviate per un massimo di tre sessioni parlamentari o due anni solari. Questa riforma era intesa come una misura temporanea in attesa di una riforma più organica della camera alta, riforma che però non venne mai affrontata, lasciando il carattere ereditario della camera. Nel 1949 il tempo massimo di rinvio della Camera dei lord venne ulteriormente abbassato a due sessioni parlamentari o un anno.
Un atto parlamentare del 1958 chiamato Life Peerages Act cambiò drasticamente la natura prevalentemente ereditaria della Camera dei lord, autorizzando la nomina di un numero illimitato di pari a vita.
Per gran parte del XX secolo il partito Laburista, fedele alla storica opposizione ai privilegi di classe, ebbe come obiettivo l'abolizione della Camera dei lord o perlomeno di eliminarne l'appartenenza basata sull'ereditarietà. Nel 1968 il governo laburista di Harold Wilson tentò di riformare la camera alta limitando il potere dei pari alla mera presenza e togliendo loro il potere di voto. Questa proposta venne bocciata dalla minoranza conservatrice (guidata da Enoch Powell) della Camera dei comuni e dai sostenitori della necessità di eliminazione tout court della camera alta (tra i quali Michael Foot). Quando quest'ultimo divenne leader del partito laburista l'abolizione della camera alta divenne un punto del programma di partito ma nel frattempo la creazione di pari ereditari (fatta eccezione per i membri della famiglia reale) si era praticamente interrotta. Solo durante il governo Thatcher ne erano stati nominati tre.
L'esclusione della parìa ereditaria dalla camera alta divenne uno dei punti del manifesto elettorale del Partito Laburista nel 1997.
Nello stesso anno, in seguito alla vittoria elettorale il governo Blair cominciò la riforma della Camera dei lord. Il primo passo fu quello di espellere (House of Lords Act 1999) i pari ereditari dalla camera, con esclusione di 92 Lord ai quali venne concesso di rimanere fino al termine del processo di riforma. Dal 1999 la riforma si fermò.
In seguito, fu proposta l'introduzione di una componente elettiva di membri pari al 20%, ma la proposta venne aspramente criticata. Nel 2001 venne nominato un comitato (Joint Committee) che non giunse ad alcuna conclusione definitiva, salvo proporre al Parlamento una serie di opzioni (camera completamente nominata, oppure eletta per il 20%, 40%, 50%, 60%, 80% oppure 100% dei componenti). Nel febbraio 2003 cominciò una frenetica attività di votazione per le diverse opzioni: tutte furono bocciate. L'opzione dell'80% venne sconfitta ai Comuni per soli tre voti. I deputati favorevoli all'abolizione della camera alta votarono contro ognuna delle opzioni presentate. Dal 2005 vi fu un susseguirsi di proposte di riforma della composizione della Camera dei lord, nessuna delle quali venne accettata dal parlamento.
Nel luglio 2008 il Segretario di Stato per la Giustizia Jack Straw presentò alla Camera dei comuni un White paper, proponendo la sostituzione della Camera dei lord con una camera composta da 80%-100% di membri eletti, dei quali un terzo eletto a ogni elezione generale e con un mandato di 12-15 anni. Il white paper, il cui scopo è la riforma del ruolo dell'organo, non si sbilancia sul nome di questa nuova camera ma fa presente che il nome Camera dei lord sarebbe inappropriato e che vi è consenso trasversale per il nome Senato (Senate).
Storicamente, la Camera dei Lord ha svolto anche diverse funzioni giudiziarie.  In particolare, fino al 2009 la Camera dei Lord è stata la corte di ultima istanza per la maggior parte dei casi di diritto britannico. Con l'approvazione del Constitutional Reform Act 2005, dal 1º ottobre 2009 questo ruolo è ora ricoperto dalla Corte Suprema del Regno Unito.
Nel dicembre 2022, il leader laburista Keir Starmer e l'ex primo ministro Gordon Brown hanno presentato un radicale piano di riforme che, in caso di vittoria elettorale laburista, prevede la soppressione della Camera dei Lord e la sua sostituzione con un'assemblea democraticamente eletta per rappresentare le regioni del paese, introducendo quindi come conseguenza anche il regionalismo sul modello di altri paesi del continente europeo, oltre a rinegoziare i poteri e le autonomie delle nazioni costitutive. La sua abolizione è sostenuta anche dal partito populista di destra Reform UK.

## Funzioni
Le proposte di legge, ad eccezione di quelle finanziarie, possono essere presentate in entrambe le Camere.
La Camera dei Lord discute la legislazione e ha il potere di modificare o respingere i progetti di legge. Tuttavia, il potere dei Lord di respingere un disegno di legge approvato dalla Camera dei Comuni è severamente limitato dagli Atti del Parlamento. Infatti un provvedimento approvato ai Comuni non può essere ritardato dalla Camera dei Lord per più di due sessioni parlamentari o un anno solare. La Camera dei Lord mantiene tuttavia un diritto di veto effettivo su qualunque proposta legislativa che estenda la durata massima della legislatura della Camera dei Comuni oltre i cinque anni.
La Camera dei Lord non controlla il mandato del primo ministro o del governo, perché solo la camera dei comuni può costringere il primo ministro a dimettersi o indire elezioni approvando una mozione di sfiducia o ritirando la fiducia.  Pertanto, il controllo del governo da parte della Camera dei Lord è limitato. Dal 2009 non esercita più le residue funzioni giudiziarie.

## Composizione
Alla data del 14 febbraio 2022, la Camera dei Lord risultava così costituita:

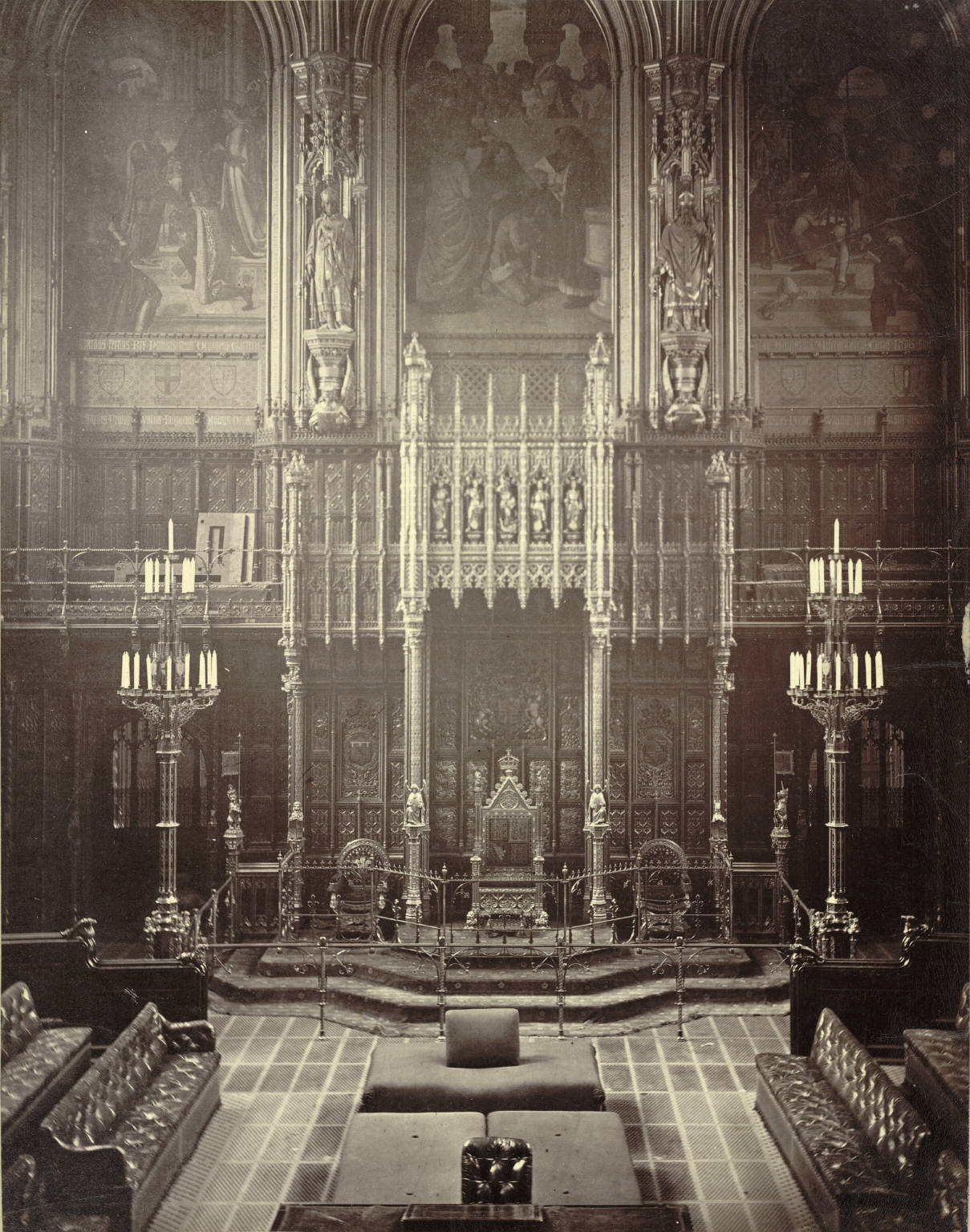
Il trono della Camera dei lord

| Partito                         | Pari a vita | Pari ereditari | Vescovi | Totale |
| ------------------------------- | ----------- | -------------- | ------- | ------ |
| Conservatore                    | 211         | 45             | -       | 256    |
| Trasversali (cross-benchers)    | 150         | 33             | -       | 183    |
| Laburista                       | 163         | 4              | -       | 167    |
| LibDem                          | 81          | 3              | -       | 84     |
| Non affiliati                   | 36          | 2              | -       | 38     |
| Lord spirituali                 | -           | -              | 25      | 25     |
| Unionista Democratico           | 5           | -              | -       | 5      |
| Verde                           | 2           | -              | -       | 2      |
| Unionista dell'Ulster           | 2           | -              | -       | 2      |
| Conservatore Indipendente       | 1           | -              | -       | 1      |
| Laburista Indipendente          | 1           | -              | -       | 1      |
| Social-Democratico Indipendente | 1           | -              | -       | 1      |
| Lord Speaker                    | 1           | -              | -       | 1      |
| Plaid Cymru                     | 1           | -              | -       | 1      |
| Totale                          | 655         | 87             | 25      | 767    |

### Lord spirituali
Coloro che fanno parte della Camera dei lord in virtù della loro carica ecclesiastica sono chiamati Lords Spiritual. Fino alla separazione della Chiesa anglicana da Roma, essi costituivano la maggioranza dei membri della Camera, poiché vi entravano di diritto tutti i vescovi, arcivescovi, abati e priori della Chiesa inglese.
Dal 1539 solo i vescovi e gli arcivescovi continuarono a far parte della Camera in quanto la dissoluzione dei monasteri abolì di fatto le altre due cariche. Nel 1642, in seguito alla guerra civile inglese, vescovi e arcivescovi vennero esclusi dal parlamento, ma il Clergy Act del 1661 li reintegrò. Il numero di Lord Spirituals venne ulteriormente ridotto dal Bishopric of Manchester Act del 1847 e dalle leggi successive; attualmente il numero massimo di Lord Spirituals è fissato a 26, tra i quali sono sempre inclusi i rappresentanti delle cinque diocesi più antiche del paese: l'arcivescovo di Canterbury, l'arcivescovo di York, il vescovo di Londra, il vescovo di Durham e il vescovo di Winchester.
La Chiesa di Scozia, in quanto istituzione presbiteriana e quindi senza arcivescovi né vescovi, non è rappresentata da alcun Lord Spiritual.
Rappresentanti della Chiesa d'Irlanda furono ammessi nella Camera dei lord dopo l'unione fra Irlanda e Gran Bretagna (1801): quattro di essi (un arcivescovo e tre vescovi) sedevano per un'intera sessione parlamentare, ruotando con gli altri prelati a ogni fine sessione. Nel 1871 la Chiesa d'Irlanda perse il suo carattere di chiesa di stato e, di conseguenza, ha cessato di essere rappresentata in seno alla Camera.
La Chiesa in Galles aveva rappresentanza in seno alla Camera, ma l'ha persa dal 1920, quando ha cessato di essere parte della Chiesa d'Inghilterra e, contemporaneamente, ha perso il carattere di chiesa di stato in Galles.
In epoche recenti altri religiosi hanno fatto parte della Camera dei lord, ad esempio Immanuel Jakobovits fu nominato alla Camera da Margaret Thatcher, mentre era Rabbino Capo. Qualche anno più tardi fu ammesso alla Camera l'arcivescovo di Armagh (Chiesa d'Irlanda) Lord Eames, nominato da John Major in virtù del suo intenso lavoro nel processo di risoluzione del conflitto nell'Irlanda del Nord.

### Lord temporali
A partire dalla dissoluzione dei monasteri (intorno al 1540) i lord temporali divennero la maggioranza dei componenti della camera alta. I Lord temporali, al contrario di quelli spirituali possono schierarsi pubblicamente con un partito politico o meno. I lord non schierati vengono chiamati cross-benchers. In origine i Lord Temporali erano diverse centinaia di pari ereditari tra duchi, marchesi, conti, visconti e baroni (compresi gli scozzesi Lords of Parliament). Questi titoli ereditari erano creati dal sovrano, in tempi più recenti su suggerimento del Primo Ministro.
Nel 1999 gran parte dei lord ereditari vennero esclusi dalla camera e ne rimasero solo 92. Due di questi mantennero il seggio perché titolari di cariche ereditarie connesse con il Parlamento (Conte Maresciallo e Lord Gran Ciambellano); dei rimanenti 90, 15 sono quelli eletti dalla stessa camera, e 75 sono quelli scelti dai pari raggruppati per partito. Il numero di pari scelti dai partiti riflette la proporzione dei pari ereditari appartenenti a quel partito; quando un pari eletto muore viene tenuta una nuova elezione.

## Criteri di accesso
I membri della Camera dei lord devono aver compiuto i 21 anni, devono inoltre essere cittadini del Commonwealth oppure della Repubblica d'Irlanda.
Vi sono alcune restrizioni riguardanti provvedimenti giudiziari: non possono accedere alla Camera dei lord persone sottoposte ai vincoli del Bankruptcy Restrictions Order (valido in Inghilterra e Galles) oppure aventi dichiarato bancarotta (Irlanda del Nord) oppure con proprietà sottoposte a sequestro conservativo (Scozia). Sono inoltre esclusi dalla Camera dei lord tutti coloro che sono stati condannati per il reato di alto tradimento fino al termine della condanna. Da notare che condanne per altri reati non sono di per sé motivo di esclusione dalla Camera dei lord.

## Cariche
Secondo la tradizione la Camera dei lord, contrariamente a quanto accade invece ai Comuni, non eleggeva il suo portavoce, ma era presieduta ex officio dal lord cancelliere, che era anche Segretario di Stato per la Giustizia e Primo Giudice del Regno. Con l'entrata in vigore del Constitutional Reform Act 2005 venne creata la carica di Lord Speaker, eletto dalla camera e nominato dalla corona. Il primo Lord Speaker, eletto il 4 maggio 2006, è la Baronessa Hayman, in precedenza membro del partito laburista ma dimissionaria in quanto al Lord Speaker sono richieste neutralità e imparzialità.
La riforma dell'incarico di lord cancelliere si rese necessaria a causa delle anomalie costituzionali legate al ruolo, dato che non era destinato solo a presiedere la Camera dei lord ma, al contempo, faceva anche parte del governo, nell'ambito del quale guidava un dipartimento chiamato Lord Chancellor's Department, che corrisponde all'attuale Ministero della Giustizia.
Di più, attualmente il lord cancelliere non è più neanche il capo del potere giudiziario in Inghilterra e Galles, così come fu sino alla riforma del 2005, che gli negò la natura complessa mantenuta fino ad allora e che ne faceva un protagonista di tutti e tre i "poteri", legislativo, esecutivo e giudiziario.
D'altra parte la sovrapposizione di ruolo legislativo ed esecutivo è una caratteristica del sistema di Westminster, poiché l'intero gabinetto è ancora oggi composto da membri della Camera dei comuni o della Camera dei lord; la legge però non garantisce più che colui che riveste la carica di lord cancelliere sia anche il presidente della Camera dei lord permettendo quindi alla camera l'elezione di uno Speaker.
Nel giugno 2003 il governo Blair annunciò addirittura l'intenzione di abolire la carica di lord cancelliere, a causa della sovrapposizione fra responsabilità esecutive e giudiziarie. Tale provvedimento fu però respinto proprio dalla Camera dei lord, quindi la legge di riforma costituzionale fu modificata al fine di permettere la conservazione della figura del lord cancelliere.

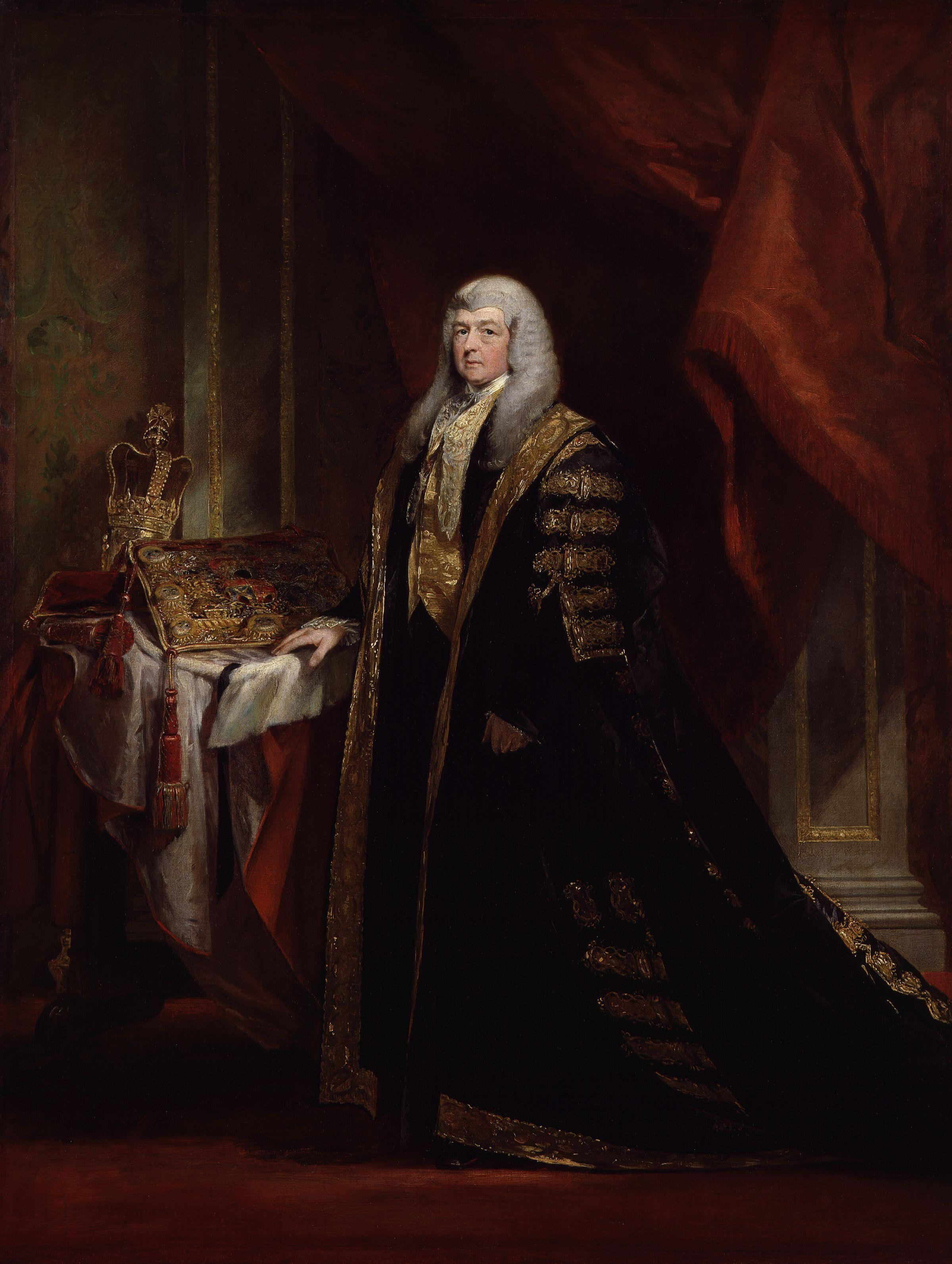
In passato al lord cancelliere era richiesto un abbigliamento formale in nero e oro

In caso di assenza il Lord Speaker può essere sostituito da uno dei suoi vice, anch'essi nominati dalla Camera dei lord. Da un punto di vista legale non è richiesto che il lord cancelliere o i vice del Lord Speaker siano membri della Camera dei lord, motivo per cui il Woolsack - la sedia tradizionalmente imbottita di lana su cui sedeva il lord cancelliere e ora siede il Lord Speaker - non fa parte formalmente della Camera dei lord, benché si trovi al centro di essa.
Mentre presiedeva la Camera il lord cancelliere indossava abiti cerimoniali in nero e oro, questo non è richiesto al Lord Speaker se non in particolari occasioni formali. Lo Speaker o il suo vice siedono sul Woolsack, collocato di fronte alla Camera. Chi presiede la Camera dei lord di fatto ha molto poco potere rispetto a chi presiede la Camera di Comuni, agendo solo come portavoce (ad esempio annunciando il risultato dei voti); ciò perché, contrariamente a quanto avviene presso la Camera dei comuni, in cui gli appelli sono rivolti a "Mr/Madam Speaker", alla Camera dei lord essi sono rivolti a "My Lords", ovvero alla camera nel suo complesso. Il Lord Speaker non può decidere l'ordine degli interventi, oppure sanzionare i membri per violazioni di regole della camera: tali decisioni spettano solo alla Camera nel suo complesso.

## Funzionamento

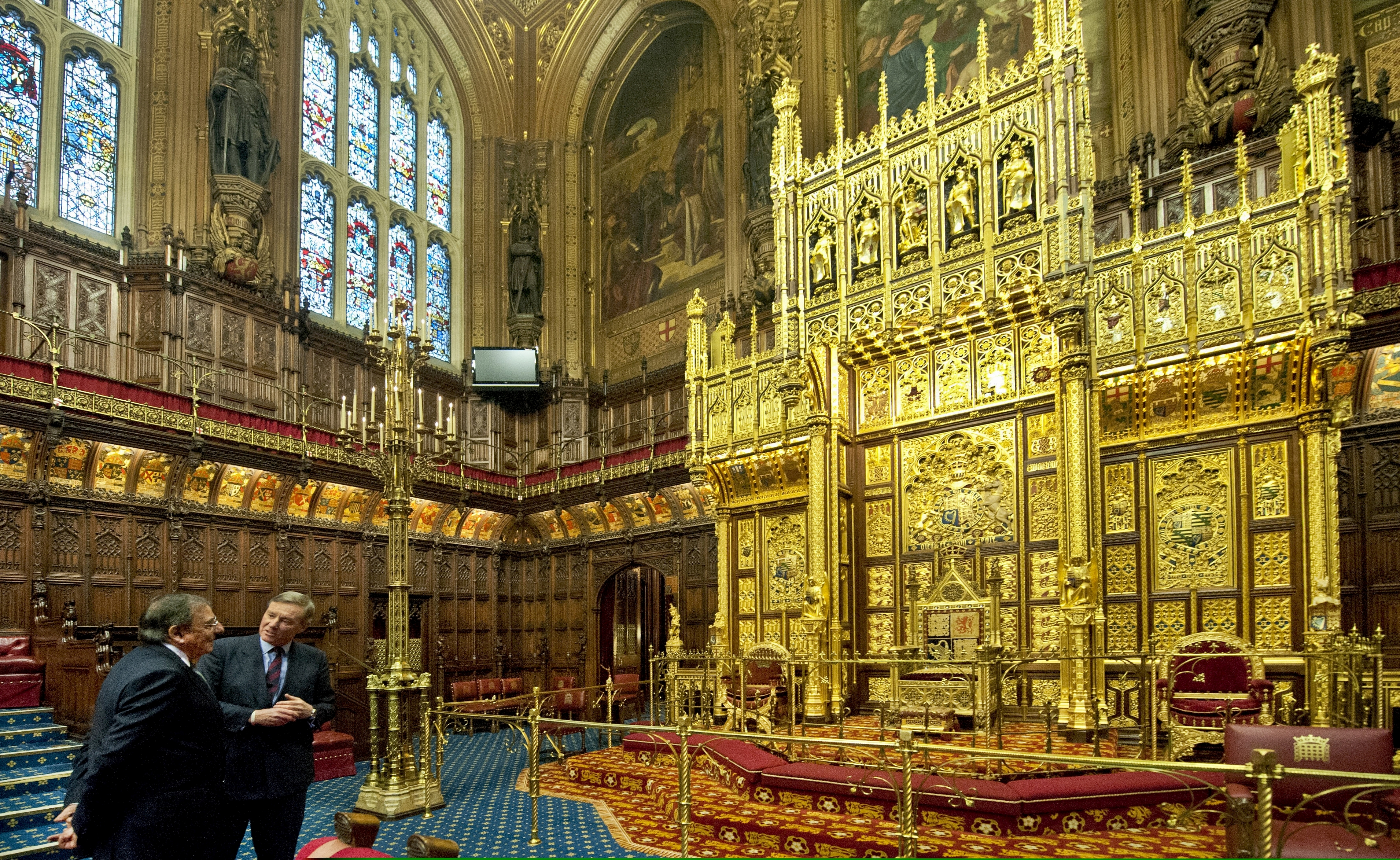
Il trono della Camera dei lord

La Camera dei lord e la Camera dei comuni si riuniscono nel Palazzo di Westminster. La Camera dei lord è riccamente decorata, in contrasto con la più modestamente arredata Camera dei comuni. I posti a sedere in aula sono foderati di tessuto rosso, motivo per cui la Camera è talvolta chiamata "Camera Rossa" (Red Chamber). Il Woolsack è posto nella parte antistante la camera, i sostenitori del governo siedono su panche a destra del Woolsack, mentre i membri dell'opposizione sono seduti a sinistra. I membri non schierati, chiamati cross-benchers, siedono sulle panchine poste di fronte al Woolsack.
Presso la Camera dei lord si svolgono diverse cerimonie formali; la più celebre è la Cerimonia di apertura del Parlamento del Regno Unito, che si tiene all'inizio di ogni nuova sessione parlamentare. Durante l'apertura, il Sovrano, seduto sul trono della Camera dei lord e in presenza di entrambe le Camere del Parlamento, tiene un discorso dedicato agli obiettivi del governo per la successiva sessione parlamentare.
Nella Camera dei lord i membri prima di prendere la parola non hanno bisogno di chiedere il riconoscimento ufficiale del presidente, come invece avviene nella Camera dei comuni. Se due o più Lord chiedono la parola contemporaneamente, l'assemblea decide per acclamazione oppure, se necessario, mediante il voto. Spesso, tuttavia, lo Speaker suggerisce un ordine degli interventi che sono rivolti alla Camera nel suo insieme ("My Lords") piuttosto che al presidente (come è invece consuetudine nella Camera bassa). I membri non possono fare riferimento gli uni agli altri utilizzando la seconda persona "you" (tu/voi), ma devono utilizzare forme nella terza persona, come "il nobile Duca", "il nobile conte", "il nobile Lord", "il mio amico nobile" ecc.
Ciascun membro può intervenire una sola volta per proposta, fatta eccezione per il proponente, che può intervenire all'inizio e alla fine del dibattito. Gli interventi non sono soggetti a limiti di tempo, ma l'assemblea può porre fine a un discorso approvando una mozione che "il nobile Signore non deve essere più sentito". Può accadere che la camera ponga fine a un dibattito approvando la mozione con il motivo "che la questione sia ormai posta". Questa procedura è nota come closure, ed è estremamente rara.
Quando il dibattito si è esaurito oppure a fronte di una closure la mozione viene posta al voto. Questo avviene a voce: il Lord Speaker o uno dei suoi vice presenta la mozione e i Lord rispondono con la formula "Content" (se sono a favore della mozione) oppure "Not-Content" (se sono contrari). Viene poi presentato il risultato del voto, che può però essere contestato da uno qualsiasi dei lord; in questo caso viene effettuato un voto registrato chiamato "division". I lord, divisi tra favorevoli e contrari, si recano uno alla volta in uno degli atri a lato della camera (chiamati "Content" lobby e "Not-Content" lobby), dove i loro nomi sono registrati da impiegati appositi. In ciascuno dei due atri si trovano dei membri del parlamento che contano i voti e forniscono il risultato allo Speaker, che lo annuncia all'assemblea.

## Rapporti con il governo
Al contrario della Camera dei comuni quella dei lord non ha alcun controllo sulla durata in carica del primo ministro o del governo; solo la camera bassa può indurre il primo ministro a dimettersi o a indire nuove elezioni con una mozione di sfiducia o ritirando l'appoggio.
La gran parte dei ministri che compongono il Gabinetto proviene dalla camera bassa; in particolare, dal 1902 tutti i primi ministri sono stati membri della Camera dei comuni. Alec Douglas-Home, membro della Camera dei lord, che divenne primo ministro nel 1963 e che aveva il titolo di conte, rinunciò al titolo e fu eletto ai Comuni poco dopo l'inizio del suo mandato.
In epoche più recenti è molto raro che delle cariche del gabinetto (fatta eccezione per il lord cancelliere e il leader della Camera dei lord) siano affidate a dei pari. Tra le eccezioni vi sono lord Carrington, che fu Segretario di Stato per gli affari esteri e del Commonwealth dal 1979 al 1982 con Thatcher, lord Young of Graffham (ministro senza portafoglio, e poi Segretario di Stato per l'occupazione e poi Segretario di Stato per il commercio e l'industria dal 1984 al 1989), lady Amos (Segretario di Stato per lo sviluppo internazionale, 2003) e di recente lord Mandelson, che era Segretario di Stato per gli affari, l'impresa e la riforma della regolamentazione; lord Cockfield e il conte di Gowrie ebbero ruoli nel Gabinetto mentre erano membri della Camera dei lord e George Robertson fu per un breve periodo un pari mentre era Segretario di Stato per la difesa.

### Esplicative
1. ↑  Esclusi 36 lord in congedo o esclusi dalle sedute
2. ↑  Comprende, 14 lord del Partito Laburista e Co-Operativo.
3. ↑  Nei sistemi parlamentari basati sul Sistema Westminster viene fatta una divisione fra opposizione ufficiale (composta dal maggior partito d’opposizione e incaricata di formare il cosiddetto “Governo ombra”, ovvero un governo composto da ministri dell’opposizione, incaricato di supervisionare da vicino l’azione del governo in dicasteri specifici) e gli altri partiti, che formano una regolare opposizione.

### Fonti
1. 1 2 3  (EN) Lords membership - by peerage, su members.parliament.uk, The Parliament. URL consultato il 14 febbraio 2022.
2. ↑  Di solito supportano il governo in carica.
3. ↑  L'etimologia del vocabolo lord è dall'old English (anglo-sassone) hlāfweard indicante, negli antichi villaggi anglo-sassoni, il "bread guardian" (hlāf = bread + weard = "guardian", "keeper"), il capo clan "guardiano" che custodisce il "pane" (bread) per gli abitanti. Analogamente il vocabolo lady, dall'anglo-sassone hlæfdīge, indicava letteralmente la "bread kneader" ("impastatrice del pane"), colei che fa il pane. (Oxford Dictionary of English).
4. ↑   A Changing House : the Life Peerages Act 1958, su parliament.uk, 15 giugno 2008. URL consultato il 4 dicembre 2011 (archiviato dall'url originale il 15 giugno 2008).
5. ↑   House of Lords Act 1999, su legislation.gov.uk, 1999. URL consultato il 4 dicembre 2011.
6. ↑   An Act abolishing the House of Lords, su constitution.org, 19 marzo 1649. URL consultato il 4 maggio 2009.
7. ↑  Dorey, Peter, 1949, 1969, 1999: The Labour Party and House of Lords Reform, Parliamentary Affairs, Oct 1, 2006, Vol. 59, No. 4 (Oct 2006), p. 599.
8. ↑   ilsole24ore.com,  https://www.ilsole24ore.com/art/rivoluzione-labour-vista-abolire-camera-lord-piu-poteri-regioni-AEDbGmMC?refresh_ce=1.
9. ↑   The Standing Orders of the House of Lords relating to Public Business, su parliament.the-stationery-office.co.uk, The Stationery Office, 17 luglio 2007. URL consultato il 19 maggio 2008 (archiviato dall'url originale il 9 maggio 2008).